# Вуосаарі (міст)
Вуосаарі (фін. Vuosaaren silta) — автомобільний міст через затоку Порварінлахті‎, з'єднує райони Вуосаарі та Вартіокюля (Пуотіла) у Гельсінкі, Фінляндія. 
Має довжину 415,7 м і ширину 18,5 м. Кількість смуг руху — 2+2. Пропускна спроможність — 30 000 автівок/добу
Побудовано за приватний кошт. Відкрито 1 липня 1966 року. 